# سحرم هاتف میخانه به دولتخواهی
غزلی با مطلع «سحرم هاتف میخانه به دولتخواهی»، غزل شمارهٔ ۴۸۸ از دیوانِ حافظ در تصحیحِ محمد قزوینی و قاسم غنی است.

## در دیگر آثار هنری
قطعه‌ای خوشنویسی اثر شاه محمود نیشابوری متعلق به سدهٔ ۱۰ ه‍.ق با بیت‌هایی از غزل «سحرم هاتف میخانه به دولت‌خواهی / گفت بازآی که دیرینه این درگاهی» در مرقع بهرام میزا به‌شمارهٔ H2154 و به‌سال ۹۵۱ ه‍.ق/۱۵۴۴ م موجود است. این مرقع در کتابخانهٔ توپکاپی‌سرای استانبول نگهداری می‌شود. این مرقع توسط دوست‌محمد کواشانی هروی و به‌دستور شاهزاده بهرام میرزا صفوی تهیه و تنظیم شده است و دست‌کم ۲۸ قطعه از سروده‌های حافظ که به‌دست خوشنویسان سدهٔ ۹ و ۱۰ ه‍.ق نوشته شده، در این قطعه جای دارد.